# Gianni Celati
Gianni Celati, född 10 januari 1937 i Sondrio, Lombardiet, död 3 januari 2022 i Brighton, Storbritannien, var en italiensk författare.
Celati undervisade i engelsk och amerikansk litteratur vid universitetet i Bologna. Han debuterade 1971 med Comiche.